# ザ・プラクティス ボストン弁護士ファイル
『ザ・プラクティス～ボストン弁護士ファイル』（原題: The Practice）は、アメリカ合衆国のABCで1997年から2004年にかけて放送されたテレビドラマ（海外ドラマ）シリーズ。デビッド・E・ケリー制作。日本では、一部の地上波、FOXチャンネル、サスペンスシアター FOXCRIMEで放映された。
本作のスピンオフシリーズとして、『ボストン・リーガル』が制作されている。『ボストン・リーガル』は本作と違ってコメディタッチの作風である。
8シーズンの放送の中で、29個のプライムタイム・エミー賞にノミネートされ、うち15個を受賞した。また、5つのゴールデングローブ賞にノミネートされ、うち3つを受賞した。更に、ピーボディ賞も受賞した。

## 登場人物
ボビー・ドネル
演 - ディラン・マクダーモット、日本語吹替 - 藤原啓治
主人公。レギュラーとしての登場は、第7シーズンまで。
リンジー・ドール
演 - ケリー・ウィリアムズ、日本語吹替 - 加藤優子
正義感が強い女性弁護士。第7シーズンまで登場。憲法学を専攻し、判例に詳しい。
ユージーン・ヤング
演 - スティーヴ・ハリス、日本語吹替 - 乃村健次
分厚い唇やスキンヘッドが特徴的な体格のいい黒人弁護士。元探偵。常習的犯罪者の扱いに慣れている。
エレノア・フラット
演 - カムリン・マンハイム、日本語吹替 - 一城みゆ希
耳のピアスが多く、背が高く、太っている女性弁護士。出会い系サイトに登録している情報によると乗馬が趣味。
ジミー・バルッディ
演 - マイケル・バダルコ、日本語吹替 - 茶風林
地味で小柄・太めな弁護士。ボビーの古い友人。弁護士を辞めて銀行に勤務していたが、ボビーへの融資で便宜を図って審査を誤魔化していたのがバレて解雇される。責任を感じたボビーが事務所に迎え入れた。
レベッカ・ワシントン
演 - リサ・ゲイ・ハミルトン、日本語吹替 - 加藤沙織
小柄で温和な性格の黒人女性。事務担当で応接・電話応対なども行っている。ボビーが事務所を開設した当時からの古参で、ボビーに対して対等以上の態度を取ることもあるが、彼の一番の理解者でもある。後に自らも資格を取得して弁護士になる。
ヘレン・ギャンブル
演 - ララ・フリン・ボイル、日本語吹替 - 高山佳音里
地方検事。リンジーのロースクールの同級生で友人。立場上ボビーと衝突することも多いが、彼を良く理解している。彼と付き合っていたこともある。
ルーシー・ハッチャー
演 - マーラ・ソコロフ、日本語吹替 - 園崎未恵
第3シーズンより登場する若いアシスタント。
リチャード・ベイ
演 - ジェイソン・クラヴィッツ
第4シーズンより登場するヘレンの同僚で地方検事。
アラン・ショア
演 - ジェームズ・スペイダー、日本語吹替 - てらそままさき
第8シーズン（最終シーズン）に登場する弁護士。この作品が終了した後の彼の活躍は、スピンオフ作品『ボストン・リーガル』で描かれる。なお、演じるジェームズ・スペイダーは、最終シーズンながら、この『ザ・プラクティス』におけるアラン・ショア役でプライムタイム・エミー賞の最優秀主演男優賞を受賞した。
デニー・クレイン
演 - ウィリアム・シャトナー、日本語吹替 - 麦人
第8シーズン（最終シーズン）に登場する大手弁護士事務所の代表。何かにつけて自らのフルネームである「デニー・クレイン」と言うのが口癖。
ゾーイ・ヒラー
日本語吹替 - 瀬畑奈津子

ジェイミー・ストリンガー
演 - ジェシカ・キャプショー、日本語吹替 - 恒松あゆみ

アンドレア
日本語吹替 - 榛田安芸

## サブタイトル
当初、この作品は、途中打ち切りとなった枠の後継番組であったため、アメリカでは、第1話から第6話までがシーズン1として、第7話以降は、半年後にシーズン2として、それぞれ放送された（第34話まで List of The Practice episodes より）。放送順は、日米で少し異なる。なお、現在、日米で販売されている DVD は、どちらも第1話から第13話までを一括りとしている（米での呼称は、Volume One）。以下のシーズン区分は、日本での DVD 販売元である20世紀フォックス・ホーム・エンターテイメント・ジャパンによるものである。

### シーズン1
| #(通算#) | 邦題                 | 原題                  |
| -------- | -------------------- | --------------------- |
| 1 (#1)   | 罪なき被告人         | Pilot                 |
| 2 (#2)   | 失意のロビン・フッド | Part II               |
| 3 (#3)   | 決戦前夜             | Trial and Error       |
| 4 (#4)   | 裁きは我が手に       | Part IV               |
| 5 (#5)   | 嵐                   | Part V                |
| 6 (#6)   | 評決の行方           | Part VI               |
| 7 (#7)   | 禁断の恋             | Reasonable Doubts     |
| 8 (#8)   | 生涯最悪の日         | Betrayal              |
| 9 (#9)   | 安らかな眠りを       | The Blessing          |
| 10 (#10) | 我らの流儀           | Dog Bite              |
| 11 (#11) | 情事の果て           | First Degree          |
| 12 (#12) | 傷心                 | Sex, Lies and Monkeys |
| 13 (#13) | 躊躇と決断           | Search and Seizure    |

### シーズン2
| #(通算#) | 邦題               | 原題                                       |
| -------- | ------------------ | ------------------------------------------ |
| 1 (#14)  | 暗き血の誇り       | The Means                                  |
| 2 (#15)  | 澱んだ水           | Save the Mule                              |
| 3 (#16)  | ある死刑執行の記録 | Spirit of America                          |
| 4 (#17)  | 闇に抱かれて       | Race with the Devil                        |
| 5 (#18)  | 威厳ある人々       | The Civil Right                            |
| 6 (#19)  | 母の恋人           | Hide and Seek                              |
| 7 (#20)  | 気高き選択         | The Pursuit of Dignity                     |
| 8 (#21)  | 窮地               | Line of Duty                               |
| 9 (#22)  | 真実を阻むもの     | Truth and Consequences                     |
| 10 (#23) | 望みある限り       | Burden of Proof                            |
| 11 (#24) | 告白               | Ties that Bind                             |
| 12 (#25) | 光と影             | The Trial (Part 1)                         |
| 13 (#26) | 全面対決           | Cloudy with a Chance of Membranes (Part 2) |
| 14 (#27) | 証言台             | In Deep                                    |
| 15 (#28) | 寡黙な殺人者       | Another Day                                |
| 16 (#29) | チェックメイト     | Checkmate                                  |
| 17 (#30) | 顔なき人々         | Trees in the Forest                        |
| 18 (#31) | 特別な関係         | Food Chains                                |
| 19 (#32) | セカンド・プラン   | Axe Murderer                               |
| 20 (#33) | 凶弾               | Duty Bound                                 |
| 21 (#34) | 誇りある場所       | Rhyme and Reason                           |

## クロスオーバー
この作品は、同じくデビッド・E・ケリーがプロデューサーを務めた弁護士ドラマである『アリー my Love』との間でクロスオーバーを行い、双方の弁護士事務所に所属する弁護士達が1つの事件を共同で弁護する、という内容のプロットで、相互に主要キャストが相手方の作品に同じ役でゲスト出演した。シリアスな『ザ・プラクティス』側キャストがコメディータッチの『アリー my Love』に登場したり、逆にコメディータッチの『アリー my Love』側キャストがシリアスな『ザ・プラクティス』に登場したり、と普段の自作品で見られない演技や演出が見られる。
日本語版における『アリー my Love』に登場したボビーやヘレンの吹き替え声優が異なり、ボビーをテレビ放送で荻島眞一、ビデオ版で安原義人が、ヘレンを野沢由香里が、それぞれ担当した。ヘレン役のララ・フリン・ボイルは、『アリー my Love』に別の役柄でも一度、出演した。
また、同じくデビッド・E・ケリー制作の『ボストン・パブリック』ともクロスオーバーを行っている。